# Podział administracyjny Kościoła katolickiego w Ghanie
Podział administracyjny Kościoła katolickiego w Ghanie – w ramach Kościoła katolickiego w Ghanie funkcjonują obecnie cztery metropolie, w których skład wchodzą cztery archidiecezje i piętnaście diecezji. Ponadto istnieje prefektura apostolska podlegająca bezpośrednio do Rzymu.
Jednostki administracyjne Kościoła katolickiego obrządku łacińskiego w Ghanie:

## Metropolia Akra
- archidiecezja Akra
  - diecezja Ho
  - diecezja Jasikan
  - diecezja Keta-Akatsi
  - diecezja Koforidua

## Metropolia Cape Coast
- archidiecezja Cape Coast
  - diecezja Sekondi-Takoradi
  - diecezja Wiawso

## Metropolia Kumasi
- archidiecezja Kumasi
  - diecezja Goaso
  - diecezja Konongo-Mampong
  - diecezja Obuasi
  - diecezja Sunyani
  - diecezja Techiman

## Metropolia Tamale
- archidiecezja Tamale
  - diecezja Damongo
  - diecezja Navrongo-Bolgatanga
  - diecezja Wa
  - diecezja Yendi

## Jednostka podległa bezpośrednio doRzymu
- wikariat apostolski Donkorkrom